# The Hunger Games: The Ballad of Songbirds & Snakes
The Hunger Games: The Ballad of Songbirds & Snakes is een Amerikaanse dystopische sciencefiction-actiefilm uit 2023, geregisseerd door Francis Lawrence naar een scenario van Michael Lesslie en Michael Arndt. De film is gebaseerd op de roman The Ballad of Songbirds and Snakes uit 2020 van Suzanne Collins, dient als prequel op The Hunger Games (2012) en is het vijfde deel in de filmreeks The Hunger Games. De hoofdrollen zijn voor Tom Blyth, Rachel Zegler, Peter Dinklage, Hunter Schafer, Josh Andrés Rivera, Jason Schwartzman en Viola Davis.

## Verhaal
Het verhaal speelt zich 64 jaar vóór de gebeurtenissen uit de eerste film af en volgt de gebeurtenissen die uiteindelijk een jonge Coriolanus Snow op het pad brachten om de tirannieke leider van Panem te worden. De film toont ook zijn relatie met Hunger Games-tribuut Lucy Gray Baird tijdens het jaar van  10e Hongerspelen.

## Rolverdeling
| Acteur              | Personage                    | Opmerkingen            |
| ------------------- | ---------------------------- | ---------------------- |
| Tom Blyth           | Coriolanus "Coryo" Snow      |                        |
| Rachel Zegler       | Lucy Gray Baird              |                        |
| Josh Andrés Rivera  | Sejanus Plinth               |                        |
| Hunter Schafer      | Tigris Snow                  | nicht van Snow         |
| Peter Dinklage      | Casca "Cas" Highbottom       |                        |
| Jason Schwartzman   | Lucretius "Lucky" Flickerman |                        |
| Viola Davis         | Dr. Volumnia Gaul            |                        |
| Fionnula Flanagan   | Grandma'am                   | oma van Snow en Tigris |
| Burn Gorman         | commandant Hoff              |                        |
| Ashley Liao         | Clemensia Dovecote           |                        |
| Max Raphael         | Festus Creed                 |                        |
| Zoe Renee           | Lysistrata Vickers           |                        |
| Max Raphael         | Festus Creed                 |                        |
| Aamer Husain        | Felix Ravinstill             |                        |
| Lilly Cooper        | Arachne Crane                |                        |
| Nick Benson         | Jessup                       |                        |
| Sofia Sanchez       | Wovey                        |                        |
| Isobel Jesper Jones | Mayfair Lipp                 |                        |
| Dakota Shapiro      | Billy Taupe                  |                        |
| George Somner       | Spruce                       |                        |
| Mackenzie Lansing   | Coral                        |                        |
| Cooper Dillon       | Mizzen                       |                        |
| Hiroki Berrecloth   | Treech                       |                        |
| Kjell Brutscheidt   | Tanner                       |                        |

## Release
The Hunger Games: The Ballad of Songbirds & Snakes beleefde zijn Europese première in Berlijn, Duitsland op 5 november 2023 en werd op 17 november 2023 in de Verenigde Staten uitgebracht door Lionsgate Films.